# Gymnosporangium aurantiacum
Gymnosporangium aurantiacum är en svampart som beskrevs av Syd. & P. Syd. 1904. Gymnosporangium aurantiacum ingår i släktet Gymnosporangium och familjen Pucciniaceae.   Inga underarter finns listade i Catalogue of Life.